# Halalaimus filum
Halalaimus filum is een rondwormensoort uit de familie van de Oxystominidae. De wetenschappelijke naam van de soort is voor het eerst geldig gepubliceerd in 1962 door Gerlach.